# Sergio Bianchetto

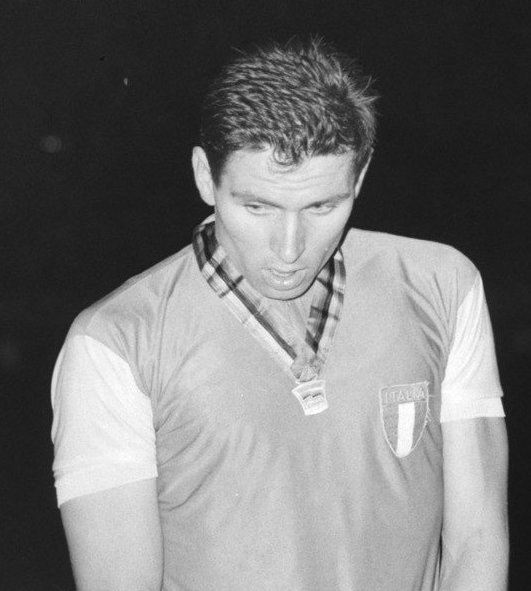
Sergio Bianchetto (1963)

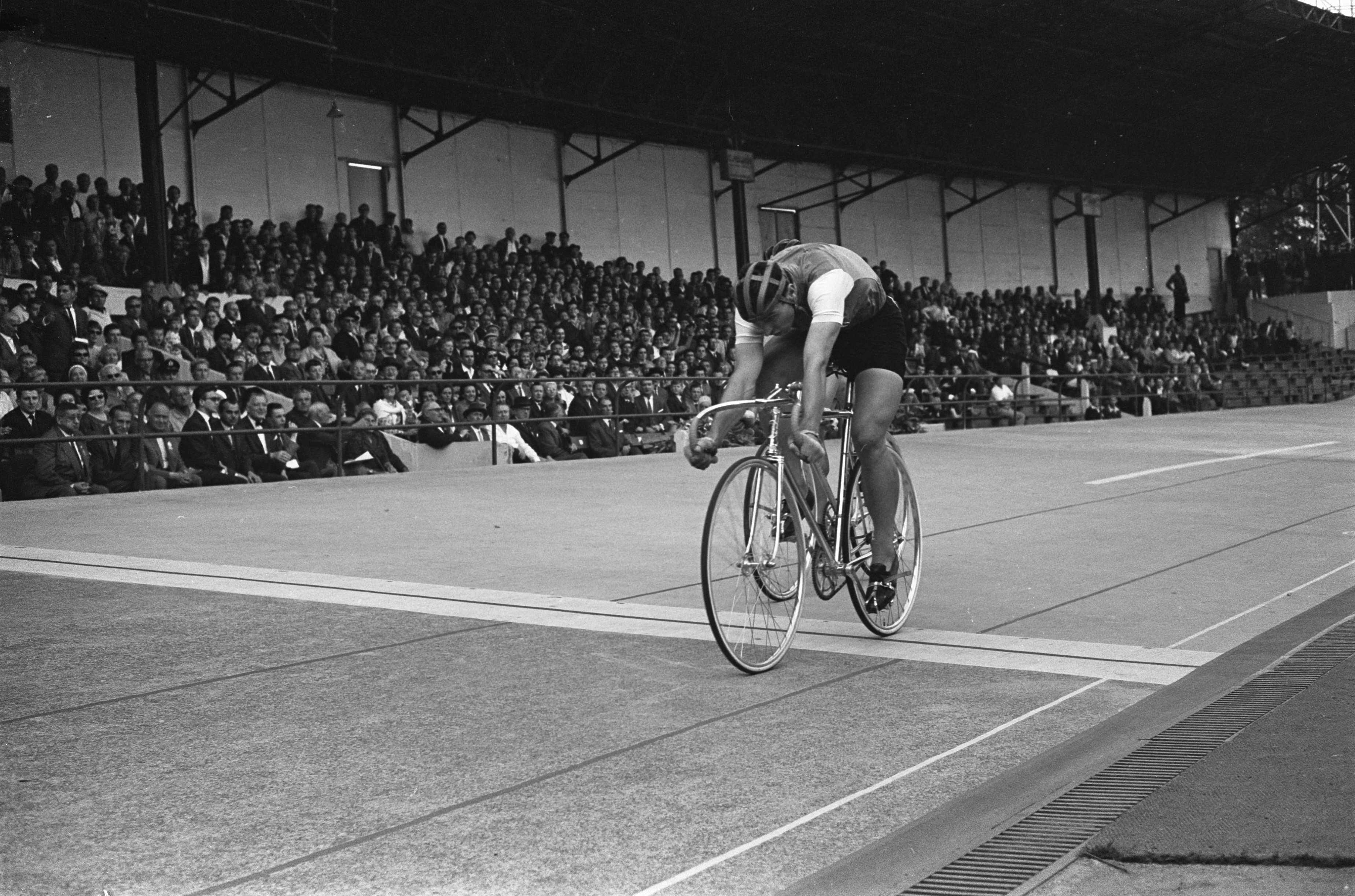
Sergio Bianchetto bei den Bahn-Weltmeisterschaften 1963

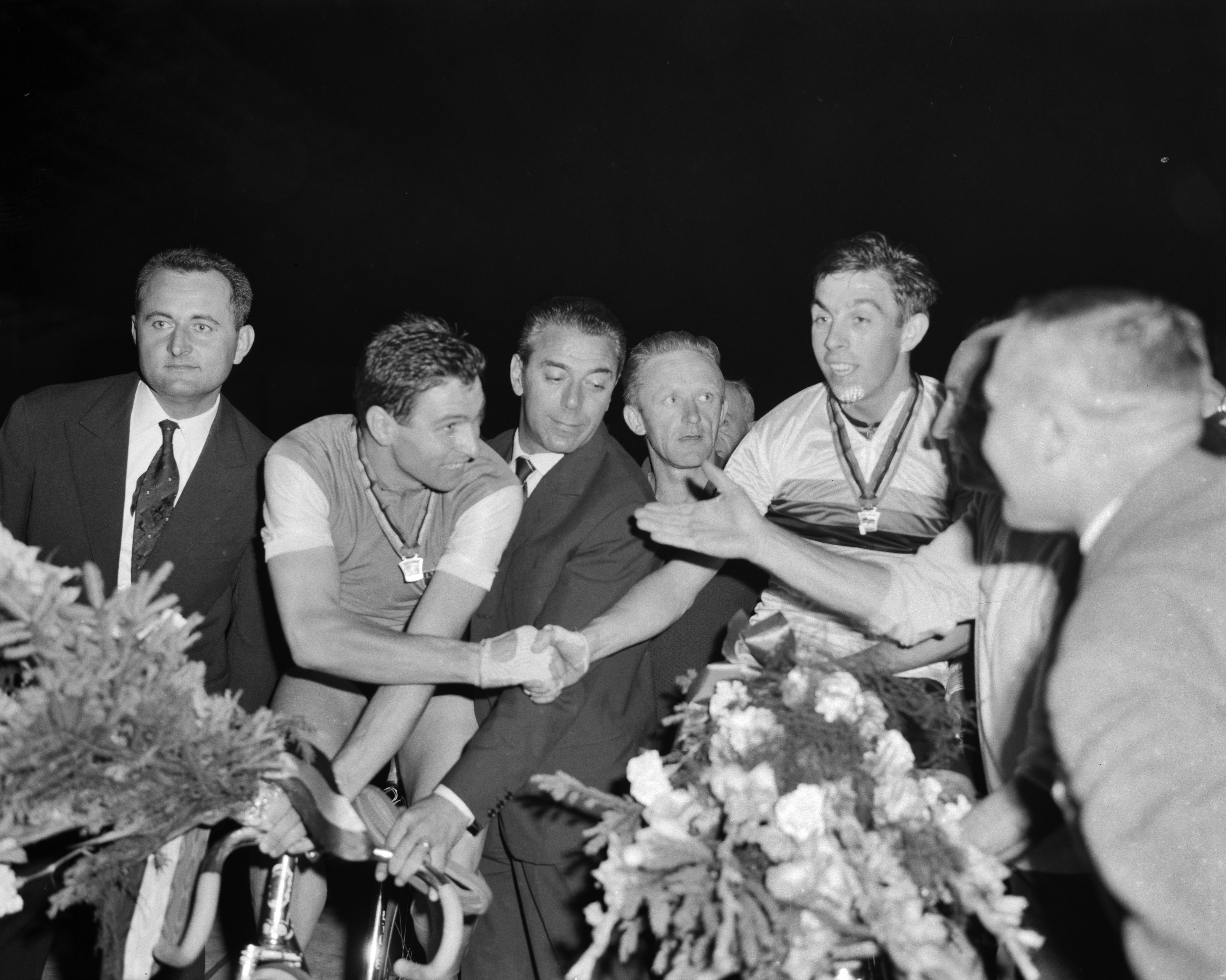
Sergio Bianchetto (links) gratuliert dem Belgier Patrick Sercu (rechts) zum WM-Titel bei den Bahn-Weltmeisterschaften 1963

Sergio Bianchetto (* 16. Februar 1939 in Torre di Ponte Brenta) ist ein ehemaliger italienischer Radsportler. Der Bahnspezialist gewann bei den Olympischen Spielen 1960 und 1964 jeweils die Goldmedaille im Tandemwettbewerb, sowie 1964 die Silbermedaille im Sprintwettbewerb. Er war zudem mehrfacher Weltmeister in beiden Disziplinen. Bianchetto war bis 1964 Amateur, bevor er 1965 bis 1970 als Profi antrat.
1958 konnte Bianchetto erste Erfolge feiern; beim Grand Prix de Paris wurde er Dritter im Amateursprint und mit Sante Gaiardoni italienischer Amateurmeister im Tandem. Durch den Wechsel seines Tandempartners von Gaiardoni auf Giuseppe Beghetto konnte Bianchetto sich noch verbessern, so dass das Team 1960 für die Olympischen Spiele nominiert wurde und auch den Tandem-Wettbewerb für sich entscheiden konnte. 1961 konnte er sein Ergebnis von 1958 beim Grand Prix de Paris mit der Silbermedaille im Sprint noch verbessern, er gewann gegen seinen Tandempartner Beghetto – wie auch 1962 – jeweils das Finalrennen um die Bahn-Sprint-Weltmeisterschaft der Amateure. Mit Beghetto wurde er in beiden Jahren zudem italienischer Tandemmeister. 1963 wurde Sergio Bianchetto im Sprint, dem 1000-Meter-Zeitfahren sowie dem Tandem Italienischer Meister, bei der WM konnte er jedoch lediglich die Silbermedaille im Sprint erreichen. 1966 wurde er italienischer Sprintmeister der Profis, was sein letzter Profierfolg blieb. Als Amateur siegte er im Grand Prix Kopenhagen 1961 und 1962.
1964 nahm Bianchetto an seinen zweiten Olympischen Spielen teil; mit seinem neuen Partner Angelo Damiano verteidigte er den Olympiasieg. Er stand zudem im Finale des Sprintwettbewerbs, musste sich aber Giovanni Pettenella geschlagen geben. Nach dem zweiten Olympiasieg entschloss er sich Profi zu werden; als Profi konzentrierte er sich hauptsächlich auf Sechstagerennen.
Im Folgejahr traf er im Halbfinale des Sprints der italienischen Bahnradmeisterschaften auf Pettenella, gegen den er schon 1964 bei Olympia das Finale verloren hatte. Beide Fahrer versuchten den typischen Stehversuch, nur dass bei diesem Rennen keiner den Stehversuch abbrechen wollte und sie immer mehr Minuten nur wenige Meter nebeneinander auf den vortriebslosen Bahnrädern balancierten, während die RAI das Rennen live im Radio übertrug. Auch nach einer Stunde balancierten beide Radsportler auf ihren Rädern. Der Stehversuch endete erst nach 63 Minuten, als Bianchetto von Krämpfen geschüttelt und vollkommen erschöpft einen Kreislaufkollaps erlitt und vom Fahrrad fiel. Pettenella dagegen verharrte auf seinem Rad, bis die Jury Bianechettos Aufgabe bekanntgab.
1971 bis 1972 war er italienischer Auswahltrainer, 1983 übernahm er das Amt noch einmal. In den 1980er Jahren war Bianchetto einige Jahre Technischer Direktor der italienischen Bahnradnationalmannschaft. Zwischen 1973 und 1982 arbeitete er auf regionaler Ebene als Trainer vorwiegend bei seinem Verein Ciclisti Padua, aus dem auch Giovanni Pettenella und Giuseppe Beghetto hervorgingen.